# Kiambone Kwa Kibwana
Kiambone Kwa Kibwana är en ö i Kenya.   Den ligger i länet Lamu, i den sydöstra delen av landet, 400 km öster om huvudstaden Nairobi.